# Großer Preis von Frankreich 1959
Der Große Preis von Frankreich 1959 (offiziell XLV Grand Prix de l’ACF) fand am 5. Juli auf dem Circuit de Reims-Gueux in Reims statt und war das vierte Rennen der Automobil-Weltmeisterschaft 1959. Der Grand Prix hatte auch den FIA-Ehrentitel Großer Preis von Europa.

## Bericht

### Hintergrund

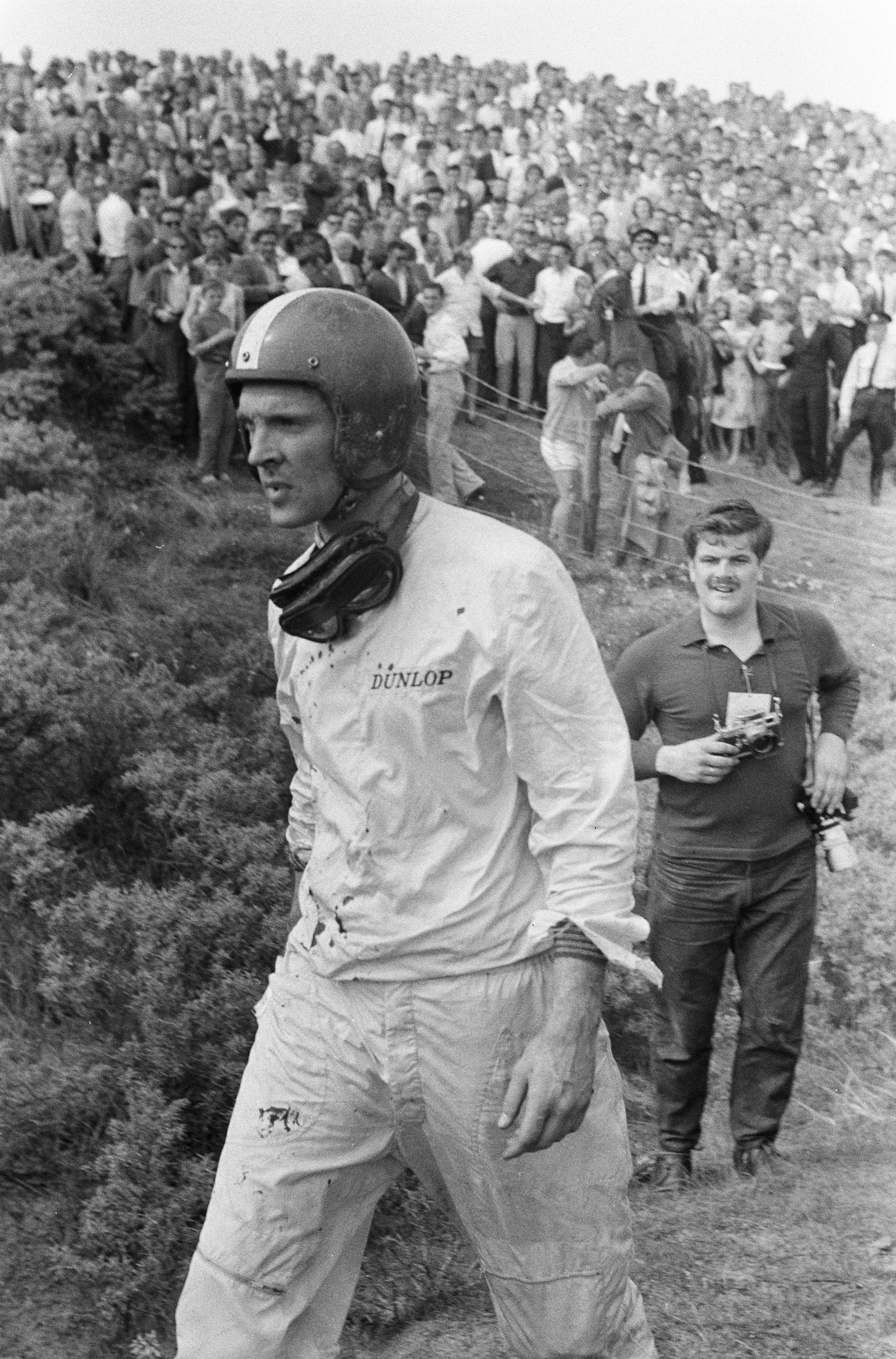
Debütrennen von Dan Gurney

Der Große Preis von Frankreich 1959 wurde auf dem Hochgeschwindigkeitskurs in Reims ausgetragen, der durch seine kilometerlangen Geraden und wenigen Kurven vor allem für Wagen mit hoher Topspeed und starker Motorisierung geeignet war. Dies brachte einen Vorteil für die frontmotorbetriebenen Wagen im Feld, währenddessen die heckmotorbetriebenen Cooper benachteiligt waren. Das Kräfteverhältnis zwischen den beiden Konzepten war zu diesem Zeitpunkt noch ausgeglichen, Cooper gewann den Saisonauftakt Großer Preis von Monaco 1959, B.R.M. das dritte Rennen der Saison. Auch das Indianapolis 500 1959 wurde von einem frontmotorbetriebenen Wagen gewonnen. In der Fahrerwertung führte Cooper jedoch vor B.R.M. und Ferrari. In der Fahrerwertung führte Jack Brabham vor Rodger Ward und Jo Bonnier, alle drei gewannen jeweils ein Rennen.
Das Cooper-Werksteam startete wieder mit drei Wagen, nachdem Bruce McLaren für ein Rennen pausiert hatte. Neben McLaren fuhren Brabham und Masten Gregory für das Team. Bei B.R.M. fuhren neben Bonnier Harry Schell und Ron Flockhart, der zuvor ebenfalls ein Rennen pausierte. Ferrari erhöhte die Anzahl seiner Wagen deutlich und ging mit fünf Autos ins Rennen. Neben den Stammpiloten Tony Brooks, Phil Hill und Jean Behra fuhren außerdem Olivier Gendebien und Dan Gurney für die Scuderia Ferrari. Für Gurney war der Große Preis von Frankreich 1959 der Beginn seiner Karriere, er gewann in den 60ern mehrere Rennen und wurde einer der erfolgreichsten US-Amerikanern in der Formel-1-Geschichte. Für Behra hingegen war es die letzte Teilnahme an einem Formel-1-Rennen, er starb während des Rahmenprogramms zum Großen Preis von Deutschland 1959 bei einem Unfall in einem Sportwagen.
Lotus behielt als einziges Team seine Fahrerpaarung bei, viele Fahrer qualifizierten sich wieder mit privaten Wagen für das Rennen. Die Scuderia Centro Sud meldete zwei Cooper T51 und zwei Maserati 250F, die Cooper wurden gefahren von Ian Burgess und Debütant Colin Davis, die Maserati von den beiden Debütanten Asdrúbal Fontes Bayardo und Fritz d’Orey. Für Bayardo war es der einzige Versuch sich für einen Grand Prix zu qualifizieren. Maurice Trintignant fuhr wieder für das Rob Walker Racing Team, Roy Salvadori erneut für High Efficiency Motors, beide auf Cooper. Außerdem war die Scuderia Ugolini mit zwei Maserati für Giorgio Scarlatti und Carel Godin de Beaufort gemeldet, Beaufort fuhr beim Großen Preis von Frankreich 1959 das einzige Mal seiner Karriere einen Maserati.
Nachdem Stirling Moss beim Großen Preis der Niederlande 1959 schon Testfahrten für B.R.M. absolviert hatte und geholfen hatte den Wagen siegfähig zu machen, fuhr er hier nun selbst mit einem B.R.M., allerdings nicht beim Werksteam, sondern bei British Racing Partnership.
Schell bestritt seinen 50. Grand Prix.
Keiner der ehemaligen Sieger des Rennens nahmen teil, bei den Konstrukteuren war nur Ferrari zuvor erfolgreich, das Team gewann die beiden vorherigen Austragungen.

### Training
Im Training sicherte sich Brooks auf Ferrari die Pole-Position, damit gab es vier verschiedene Fahrer und Teams auf Startplatz eins in den ersten vier Saisonrennen. Die Überraschung gelang Brabham, der seinen Cooper mit Heckmotor auf den zweiten Startplatz qualifizierte und bewies, dass ein heckmotorbetriebener Wagen auch auf Hochgeschwindigkeitskursen konkurrenzfähig war und mit der vermeintlich überlegenen Konkurrenz mithalten kann. Lediglich drei Zehntelsekunden fehlten Brabham auf die Zeit von Brooks.
Hinter Brabham qualifizierte sich mit nur knappen Rückstand Phil Hill im zweiten Ferrari vor Moss auf einem privaten B.R.M. Behra im dritten Ferrari wurde Fünfter vor dem Sieger des letzten Rennens, Bonnier. Es lagen drei Ferraris unter den ersten Fünf, damit sicherte sich das Team die beste Ausgangsposition für das Rennen, währenddessen Brabhams Teamkollegen nur siebter und zehnter in der Startaufstellung wurden.
Lotus lag mit den Startplätzen 14 und 15 weiterhin im Mittelfeld. Die veralteten Maserati waren nicht mehr konkurrenzfähig und belegten die letzten Startplätze. Bayardo fuhr keine Zeit im Training und qualifizierte sich aus diesem Grund als einziger Fahrer nicht für das Rennen.
Bereits in den ersten Trainingstagen stiegen die Temperaturen deutlich an, wodurch die meisten Bestzeiten an den ersten Trainingstagen gefahren wurden. Am letzten Tag waren aufgrund der Hitze keine Zeitverbesserungen mehr möglich.

### Rennen
Im Laufe des Rennwochenendes wurde es noch einmal wärmer. Der Samstag war für die Formel 1 ein Ruhetag, doch ein geplantes Zwölf-Stunden-Rennen musste abgesagt werden, da man befürchtete die Strecke könnte aufgrund der hohen Temperaturen Schaden nehmen. Dies geschah dann am Sonntag, der Asphalt schmolz und an einigen Stellen sogar aufbrach. Das Rennen gilt als eines der wärmsten der Formel-1-Geschichte, wodurch nicht nur die beschädigte Strecke für Ausfälle sorgte, sondern auch die durch die Hitze bedingten vielen technischen Ausfälle.
Das Startduell entschied Brooks für sich, hinter ihm positionierte sich Moss, der spät bremste und somit mehrere Kontrahenten überholte. Gregory verbesserte sich um mehrere Positionen und lag nach der ersten Runde hinter Moss auf Position drei. Brabham fiel somit auf den vierten Platz zurück. Verlierer des Starts war Behra, dessen Ferrari stehen blieb und von den Streckenposten angeschoben werden musste. Behra hatte sich schon im Vorfeld des Großen Preises von Frankreich über die mangelhafte Zuverlässigkeit seines Wagens beschwert und sagte den Streckenposten, Ferrari gebe ihm schlechtes Material, um Brooks zu bevorzugen.
Während Brooks an der Spitze des Feldes den Vorsprung auf die Verfolger ausbaute, begannen im hinteren Feld die ersten Fahrzeuge auszufallen. Bonnier erlitt in der sechsten Rennrunde einen Motorschaden, bei Graham Hill wurde der Kühler durch aufgewirbelte Steine des aufbrechenden Asphalts zerstört. In der gleichen Runde zwang ein Ölleck Davis zur Aufgabe, Gregory stellte seinen Wagen wegen einer Schnittverletzung ab. In der Haarnadelkurve „Thillois“ war der Asphalt auseinandergebrochen und aufgewirbelte Steine trafen ihn im Gesicht.
Brooks fuhr zu einem ungefährdeten Start-Ziel-Sieg, Duelle dahinter gab es kaum, da das Rennen vor allem durch Ausfälle und technische Probleme geprägt war. Sowohl Brabham, als auch Schell benötigten Reparaturboxenstopps, Brabham wurde dabei mit einer Gießkanne übergossen, um ihn abzukühlen. In Runde 13 schied Ireland mit defektem Radlager aus, Burgess mit Motorschaden. Auch Gurney erreichte bei seinem Debütrennen nicht das Ziel, der Kühler an seinem Ferrari wurde ebenfalls durch aufgewirbelte Steine beschädigt. Salvadori schied danach noch mit Motorschaden aus.
Behra hatte sich unterdessen bis auf Platz drei nach vorn gekämpft und dabei die schnellste Rennrunde gefahren. Als er mit seinem Teamkollegen Phil Hill um den zweiten Platz duellierte, erlitt auch er einen Motorschaden. Er fuhr zur Box zurück und stellte wütend seinen Wagen ab. Es folgte ein hitziges Wortgefecht mit dem Teammanager von Ferrari, Romolo Tavoni, infolgedessen Behra auf ihn einschlug. Enzo Ferrari feuerte Behra daraufhin, der hier sein letztes Formel-1-Rennen bestritt. Einen Monat später kam er im Rahmenprogramm zum Großen Preis von Deutschland bei einem Unfall ums Leben.
Hinter Brooks entwickelte sich im letzten Renndrittel ein spannender Kampf um die Podestplätze. Erst lag Trintignant auf dem zweiten Platz, doch er drehte sich und fiel mehrere Positionen zurück. Brabham wurde somit neuer Zweiter, bis er zuerst von Phil Hill, dann von Moss überholt wurde. Moss fuhr danach die schnellste Rennrunde, drehte sich jedoch von der Strecke. Als er seinen Wagen anschob, brach er fast vor Erschöpfung zusammen. Moss wurde Achter, doch nach dem Rennen disqualifiziert, weil Streckenposten beim Anschieben seines B.R.M. geholfen hatten.
Auch Brooks hatte in Führung liegend technische Problem mit seinem Wagen. Die Kraftstoffzufuhr zum Wagen fiel aus und Brooks musste auf der langen Geraden ständig die Zündung an und wieder abschalten um im Rennen zu bleiben. Letztendlich löste sich das Problem aber von selbst und Brooks gewann den Grand Prix. Phil Hill wurde Zweiter mit 27,5 Sekunden Rückstand. Brabham komplettierte das Podium auf Platz drei. Ferrari erzielte einen Doppelsieg und den dritten von vier Siegen in Folge auf dem Circuit Reims-Gueux. Mit Brooks und Ferrari als Sieger des Großen Preises von Frankreich hatten in den ersten vier Saisonrennen noch kein Fahrer oder Team doppelt gewonnen, für Brooks war es der einzige Sieg auf dieser Strecke. Die weiteren Punkte wurden ebenfalls zwischen Ferrari und Cooper-Fahrzeuge aufgeteilt, Gendebien belegte Rang vier vor Mclaren auf Platz fünf. Die B.R.M.-Fahrer Flockhart und Schell verpassten die Punkteränge auf den Plätzen sechs und sieben. Drei Maserati-Fahrer erreichten das Ziel dahinter mit jeweils zehn Runden Rückstand, Trintignant wurde noch als Elfter gewertet, trotz 14 Runden Rückstands.
In der Fahrerwertung führte Brabham weiterhin, er hatte nach dem Rennen fünf Punkte Vorsprung auf den neuen Zweitplatzierten Brooks, Phil Hill rückte auf Rang drei vor, Bonnier und Rodger Ward verloren jeweils zwei Positionen. In der Konstrukteurswertung kam Ferrari auf zwei Punkte an Cooper heran, B.R.M. fiel wieder auf Platz drei zurück.

## Meldeliste
| Team                       | Nr. | Fahrer                  | Chassis            | Motor           | Reifen |
| -------------------------- | --- | ----------------------- | ------------------ | --------------- | ------ |
| British Racing Partnership | 02  | Stirling Moss           | BRM P25            | BRM 2.5 L4      | D      |
| Owen Racing Organisation   | 04  | Jo Bonnier              | BRM P25            | BRM 2.5 L4      | D      |
| Owen Racing Organisation   | 06  | Harry Schell            | BRM P25            | BRM 2.5 L4      | D      |
| Owen Racing Organisation   | 44  | Ron Flockhart           | BRM P25            | BRM 2.5 L4      | D      |
| Cooper Car Company         | 08  | Jack Brabham            | Cooper T51         | Climax 2.5 L4   | D      |
| Cooper Car Company         | 10  | Masten Gregory          | Cooper T51         | Climax 2.5 L4   | D      |
| Cooper Car Company         | 12  | Bruce McLaren           | Cooper T51         | Climax 2.5 L4   | D      |
| Rob Walker Racing Team     | 14  | Maurice Trintignant     | Cooper T51         | Climax 2.5 L4   | D      |
| High Efficiency Motors     | 16  | Roy Salvadori           | Cooper T45         | Maserati 2.5 L4 | D      |
| Scuderia Centro Sud        | 18  | Ian Burgess             | Cooper T51         | Maserati 2.5 L4 | D      |
| Scuderia Centro Sud        | 20  | Colin Davis             | Cooper T51         | Maserati 2.5 L4 | D      |
| Scuderia Centro Sud        | 36  | Asdrúbal Fontes Bayardo | Maserati 250F      | Maserati 2.5 L6 | D      |
| Scuderia Centro Sud        | 38  | Fritz d’Orey            | Maserati 250F      | Maserati 2.5 L6 | D      |
| Scuderia Ferrari           | 22  | Olivier Gendebien       | Ferrari Dino 246F1 | Ferrari 2.4 V6  | D      |
| Scuderia Ferrari           | 24  | Tony Brooks             | Ferrari Dino 246F1 | Ferrari 2.4 V6  | D      |
| Scuderia Ferrari           | 26  | Phil Hill               | Ferrari Dino 246F1 | Ferrari 2.4 V6  | D      |
| Scuderia Ferrari           | 28  | Dan Gurney              | Ferrari Dino 246F1 | Ferrari 2.4 V6  | D      |
| Scuderia Ferrari           | 30  | Jean Behra              | Ferrari Dino 246F1 | Ferrari 2.4 V6  | D      |
| Team Lotus                 | 32  | Graham Hill             | Lotus 16           | Climax 2.5 L4   | D      |
| Team Lotus                 | 34  | Innes Ireland           | Lotus 16           | Climax 2.5 L4   | D      |
| Scuderia Ugolini           | 40  | Giorgio Scarlatti       | Maserati 250F      | Maserati 2.5 L6 | D      |
| Scuderia Ugolini           | 42  | Carel Godin de Beaufort | Maserati 250F      | Maserati 2.5 L6 | D      |

## Klassifikationen

### Startaufstellung
| Pos. | Fahrer                  | Konstrukteur    | Zeit       | Ø-Geschwindigkeit | Start |
| ---- | ----------------------- | --------------- | ---------- | ----------------- | ----- |
| 01   | Tony Brooks             | Ferrari         | 2:19,4     | 215,59 km/h       | 01    |
| 02   | Jack Brabham            | Cooper-Climax   | 2:19,7     | 215,12 km/h       | 02    |
| 03   | Phil Hill               | Ferrari         | 2:19,8     | 214,97 km/h       | 03    |
| 04   | Stirling Moss           | B.R.M.          | 2:19,9     | 214,82 km/h       | 04    |
| 05   | Jean Behra              | Ferrari         | 2:20,2     | 214,36 km/h       | 05    |
| 06   | Jo Bonnier              | B.R.M.          | 2:20,6     | 213,75 km/h       | 06    |
| 07   | Masten Gregory          | Cooper-Climax   | 2:20,8     | 213,44 km/h       | 07    |
| 08   | Maurice Trintignant     | Cooper-Climax   | 2:21,3     | 212,69 km/h       | 08    |
| 09   | Harry Schell            | B.R.M.          | 2:21,5     | 212,39 km/h       | 09    |
| 10   | Bruce McLaren           | Cooper-Climax   | 2:21,5     | 212,39 km/h       | 10    |
| 11   | Olivier Gendebien       | Ferrari         | 2:21,5     | 212,39 km/h       | 11    |
| 12   | Dan Gurney              | Ferrari         | 2:21,9     | 211,79 km/h       | 12    |
| 13   | Ron Flockhart           | B.R.M.          | 2:23,4     | 209,57 km/h       | 13    |
| 14   | Graham Hill             | Lotus-Climax    | 2:23,7     | 209,14 km/h       | 14    |
| 15   | Innes Ireland           | Lotus-Climax    | 2:24,2     | 208,41 km/h       | 15    |
| 16   | Roy Salvadori           | Cooper-Maserati | 2:24,4     | 208,12 km/h       | 16    |
| 17   | Colin Davis             | Cooper-Maserati | 2:32,3     | 197,33 km/h       | 17    |
| 18   | Fritz d’Orey            | Maserati        | 2:34,0     | 195,15 km/h       | 18    |
| 19   | Ian Burgess             | Cooper-Maserati | 2:35,2     | 193,64 km/h       | 19    |
| 20   | Carel Godin de Beaufort | Maserati        | 2:35,4     | 193,39 km/h       | 20    |
| 21   | Giorgio Scarlatti       | Maserati        | 2:35,6     | 193,14 km/h       | 21    |
| DNQ  | Asdrúbal Fontes Bayardo | Maserati        | keine Zeit | –                 | –     |

### Rennen
| Pos. | Fahrer                  | Konstrukteur    | Runden | Stopps | Zeit        | Start | Schnellste Runde |
| ---- | ----------------------- | --------------- | ------ | ------ | ----------- | ----- | ---------------- |
| 01   | Tony Brooks             | Ferrari         | 50     |        | 2:01:26,5   | 01    |                  |
| 02   | Phil Hill               | Ferrari         | 50     |        | + 27,5      | 03    |                  |
| 03   | Jack Brabham            | Cooper-Climax   | 50     |        | + 1:37,7    | 02    |                  |
| 04   | Olivier Gendebien       | Ferrari         | 50     |        | + 1:47,5    | 11    |                  |
| 05   | Bruce McLaren           | Cooper-Climax   | 50     |        | + 1:47,7    | 10    |                  |
| 06   | Ron Flockhart           | B.R.M.          | 50     |        | + 2:05,7    | 13    |                  |
| 07   | Harry Schell            | B.R.M.          | 47     |        | + 3 Runden  | 09    |                  |
| 08   | Giorgio Scarlatti       | Maserati        | 41     |        | + 9 Runden  | 21    |                  |
| 09   | Carel Godin de Beaufort | Maserati        | 40     |        | + 10 Runden | 20    |                  |
| 10   | Fritz d’Orey            | Maserati        | 40     |        | + 10 Runden | 18    |                  |
| 11   | Maurice Trintignant     | Cooper-Climax   | 36     |        | + 14 Runden | 08    |                  |
| –    | Jean Behra              | Ferrari         | 31     |        | DNF         | 05    |                  |
| –    | Roy Salvadori           | Cooper-Maserati | 20     |        | DNF         | 16    |                  |
| –    | Dan Gurney              | Ferrari         | 19     |        | DNF         | 12    |                  |
| –    | Ian Burgess             | Cooper-Maserati | 13     |        | DNF         | 19    |                  |
| –    | Innes Ireland           | Lotus-Climax    | 13     |        | DNF         | 15    |                  |
| –    | Masten Gregory          | Cooper-Climax   | 8      |        | DNF         | 07    |                  |
| –    | Colin Davis             | Cooper-Maserati | 7      |        | DNF         | 17    |                  |
| –    | Graham Hill             | Lotus-Climax    | 7      |        | DNF         | 14    |                  |
| –    | Jo Bonnier              | B.R.M.          | 6      |        | DNF         | 06    |                  |
| DSQ  | Stirling Moss           | B.R.M.          | 42     |        | + 8 Runden  | 04    | 2:22,8           |

## WM-Stände nach dem Rennen
Die ersten fünf des Rennens bekamen 8, 6, 4, 3, 2 Punkte. Der Fahrer mit der schnellsten Rennrunde erhielt zusätzlich 1 Punkt. Es zählten nur die fünf besten Ergebnisse aus acht Rennen. Streichresultate sind in Klammern gesetzt.

### Fahrerwertung
| Pos. | Fahrer              | Konstrukteur         | Punkte |
| ---- | ------------------- | -------------------- | ------ |
| 01   | Jack Brabham        | Cooper-Climax        | 19     |
| 02   | Tony Brooks         | Ferrari              | 14     |
| 03   | Phil Hill           | Ferrari              | 9      |
| 04   | Jo Bonnier          | B.R.M.               | 8      |
| 05   | Rodger Ward         | Watson-Offenhauser   | 8      |
| 06   | Jim Rathmann        | Watson-Offenhauser   | 6      |
| 07   | Johnny Thomson      | Lesovsky-Offenhauser | 5      |
| 08   | Maurice Trintignant | Cooper-Climax        | 4      |
| 09   | Masten Gregory      | Cooper-Climax        | 4      |
| 10   | Bruce McLaren       | Cooper-Climax        | 4      |
| 11   | Tony Bettenhausen   | Eppery-Offenhauser   | 3      |
| 12   | Innes Ireland       | Lotus-Climax         | 3      |
| 13   | Olivier Gendebien   | Ferrari              | 3      |
| 14   | Paul Goldsmith      | Eppery-Offenhauser   | 2      |
| 15   | Jean Behra          | Ferrari              | 2      |

| Pos. | Fahrer                         | Konstrukteur                   | Punkte |
| ---- | ------------------------------ | ------------------------------ | ------ |
| 16   | Stirling Moss                  | Cooper-Climax                  | 1      |
| 17   | Ron Flockhart                  | B.R.M.                         | 0      |
| 18   | Harry Schell                   | B.R.M.                         | 0      |
| 19   | Roy Salvadori                  | Cooper-Maserati / Aston Martin | 0      |
| 20   | Giorgio Scarlatti              | Maserati                       | 0      |
| 21   | Carel Godin de Beaufort        | Porsche / Maserati             | 0      |
| 22   | Fritz d’Orey                   | Maserati                       | 0      |
| –    | Cliff Allison                  | Ferrari                        | 0      |
| –    | Dan Gurney                     | Ferrari                        | 0      |
| –    | Ian Burgess                    | Cooper-Maserati                | 0      |
| –    | Graham Hill                    | Lotus-Climax                   | 0      |
| –    | Wolfgang Graf Berghe von Trips | Porsche                        | 0      |
| –    | Bruce Halford                  | Lotus-Climax                   | 0      |
| –    | Carroll Shelby                 | Aston Martin                   | 0      |
| –    | Colin Davis                    | Cooper-Maserati                | 0      |

### Konstrukteurswertung
- Es zählten nur die fünf besten Ergebnisse aus acht Rennen. Streichresultate sind in Klammern gesetzt.
- Es zählte nur das Ergebnis des bestplatzierten Fahrzeugs eines Konstrukteurs.
- Beim Indianapolis 500 wurden keine Konstrukteurspunkte vergeben.

| Pos. | Konstrukteur  | Punkte |
| ---- | ------------- | ------ |
| 01   | Cooper-Climax | 18     |
| 02   | Ferrari       | 16     |
| 03   | B.R.M.        | 8      |
| 04   | Lotus-Climax  | 3      |

| Pos. | Konstrukteur | Punkte |
| ---- | ------------ | ------ |
| 05   | Maserati     | 0      |
| –    | Porsche      | 0      |
| –    | Aston Martin | 0      |